# Phyllachora canavaliae
Phyllachora canavaliae är en svampart som beskrevs av Syd. 1928. Phyllachora canavaliae ingår i släktet Phyllachora och familjen Phyllachoraceae.   Inga underarter finns listade i Catalogue of Life.